# Enchente de Santa Maria Madalena
Enchente de Santa Maria Madalena (alemão: Magdalenenhochwasser) foi a maior inundação registrada na Europa central com níveis de água superiores aos das inundações europeias de 2002. Ocorreu por volta do dia da festa de Santa Maria Madalena, 22 de julho de 1342.
Após a passagem de uma baixa de Gênova, os rios Reno, Mosela, Meno, Danúbio, Weser, Werra, Unstrut, Elba, Vltava e seus afluentes inundaram grandes áreas. Muitas cidades como Colônia, Mainz, Frankfurt am Main, Würzburg, Regensburg, Passau e Viena foram seriamente danificadas. Mesmo o rio Eider ao norte de Hamburgo inundou a terra circundante. A área afetada estendeu-se à Caríntia e ao norte da Itália. Parece que após um prolongado período quente e seco, ocorreram chuvas contínuas, durando vários dias consecutivos e totalizando mais da metade da precipitação média anual. Como o solo seco era incapaz de absorver tamanha quantidade de água, o escoamento superficial lavou grandes áreas de solo fértil e causou enormes inundações destruindo casas, moinhos e pontes. Em Würzburg, o então famoso Steinerne Brücke (Stone Bridge) foi levado pelas águas e, em Colônia, diz-se que um barco a remo poderia passar por cima das fortificações da cidade. Um número preciso de vítimas permanece desconhecido, mas acredita-se que somente na área do Danúbio, 6 000 pessoas morreram. Os resultados da erosão ainda podem ser notados hoje. O volume do solo erodido durante este curto incidente (alguns dias) é determinado em mais de 13 bilhões de toneladas métricas, um volume que é arrastado em condições climáticas normais por um período de 2 000 anos.
Supõe-se que a perda de solo fértil tenha levado a uma queda acentuada na produção agrícola. Além disso, os verões seguintes foram úmidos e frios, de modo que a população sofria de fome generalizada. Se a propagação da peste negra entre 1348 e 1350, que matou pelo menos um terço da população na Europa central, foi facilitada pela condição enfraquecida da população é uma questão de discussão.